# Otakar Kučera
Otakar Kučera (6. květen 1906 – 1980 Jilemnice) byl československý lékař, jedna z vůdčích osobností československé psychoanalýzy.

## Životopis
Původně vystudoval Právnickou fakultu univerzity Karlovy a pracoval jako úředník. Projevoval silný zájem o literaturu a literární teorii a kritiku. Přátelil se s mnoha umělci a angažoval se v tehdejší pražské avantgardě. Během studia vzniku básnické tvorby narazil na psychoanalytický pojem regrese. Tento koncept ho natolik zaujal, že podstoupil vlastní psychoanalytickou zkušenost u Bohodara Dosužkova. Následně u něj vznikla silná inklinace k psychoanalytické a psychoterapeutické práci a rozhodl se vystudovat lékařskou fakultu a stát se sám psychiatrem a psychoanalytikem. Po dokončení lékařských studií působil jako primář na několika psychiatrických pracovištích a zároveň praktikoval jako psychoanalytik. V průběhu doby se z něho a Bohudara Dosužkova stali kolegové, dva hlavní tréninkoví psychoanalytici v Československu (někdy nazývaní staří pánové), kteří v průběhu let vychovali v undergroundovém psychoanalytickém institutu velké množství psychoanalytiků a psychoanalytických teoretiků (mezi Kučerovy žáky patří např. Michal Černoušek, Zbyněk Havlíček, Helena Klímová, Jiří Kocourek, Václav Mikota, Petr Příhoda, Jiří Šimek, Jana Štúrová a další). Udržoval korespondenci s Annou Freudovou, René Spitzem a Heinzem Kohutem a byl jejich tehdejšími teoriemi významně ovlivněn. I přes tradiční důraz na ranou dětskou zkušenost pracoval jako psychoanalytik velmi interaktivně, empaticky a s velkým respektem k analyzandovi.